# Campionati mondiali di ginnastica artistica 2009 - Parallele simmetriche
La finale di specialità alle parallele simmetriche ai Campionati Mondiali si è svolta alla North Greenwich Arena di Londra, Inghilterra il 18 ottobre 2009. Wang Guanyin, vince l'oro battendo il connazionale e secondo classificato Feng Zhe per 175 decimi.

## Podio
| Oro               | Argento       | Bronzo                   |
| Wang Guanyin Cina | Feng Zhe Cina | Kazuhito Tanaka Giappone |

## Partecipanti
|             | Nome                 | Nazionalità | Data di Nascita | Età     |
| ----------- | -------------------- | ----------- | --------------- | ------- |
| Più giovane | Pham Phuoc Hung      | Vietnam     | 10/06/88        | 21 anni |
| Più vecchia | Vasileios Tsolakidis | Grecia      | 09/09/79        | 30 anni |

## Classifica
| Rank    | Gymnast              | D Score | E Score | Pen. | Total  |
| ------- | -------------------- | ------- | ------- | ---- | ------ |
| Oro     | Wang Guanyin         | 7.000   | 8.950   | —    | 15.950 |
| Argento | Feng Zhe             | 6.900   | 8.875   | —    | 15.775 |
| Bronzo  | Kazuhito Tanaka      | 6.400   | 9.100   | —    | 15.500 |
| 4       | Vasileios Tsolakidis | 6.300   | 9.050   | —    | 15.350 |
| 5       | Won Chul Yoo         | 6.700   | 8.600   | —    | 15.300 |
| 6       | Epke Zonderland      | 6.100   | 9.025   | —    | 15.125 |
| 7       | Pham Phuoc Hung      | 5.900   | 8.575   | —    | 14.475 |
| 8       | Adam Kierzowski      | 6.300   | 8.025   | —    | 14.325 |